# 水沢駒形野球倶楽部
水沢駒形野球倶楽部（みずさわこまがたやきゅうくらぶ）は、岩手県奥州市に本拠地を置き、日本野球連盟に所属する社会人野球のクラブチームである。

## 概要
設立は1921年と古く、他地区に比べてクラブチームの比率の高い東北地区においても最古参チームの一つであり、クラブチームの全国大会である全日本クラブ野球選手権でも常連チームとなっている。
チームのメンバーはほとんどが地元奥州市や周辺自治体の出身者で、地域に密着したクラブチームづくりを行っている。
なお、全日本クラブ野球選手権において初めて準優勝に輝いた第21回大会（1996年）においては、地元から応援団が大挙して会場に駆けつけ、大会を盛り上げたとして大会史上初めて、応援団に特別賞が授与された（その後、第28回大会でも同様に札幌ホーネッツ応援団に特別賞が授与されている）。

## 設立・沿革
- 1921年 - 市民球団としてクラブチーム『水沢駒形野球倶楽部』が設立。
- 1980年 - クラブ選手権初出場（初戦（2回戦）敗退）
- 2006年 - 市町村合併に伴い、本拠地が水沢市から奥州市に変更となる

## 主要大会の出場歴・最高成績
- 全日本クラブ野球選手権 - 出場24回、準優勝2回（1996、2001年）
- JABA一関市長旗争奪クラブ野球大会 - 優勝3回（1981、2012、2015年）

## 元プロ野球選手の競技者登録
- 泉沢彰（元：太平洋クラブライオンズ） - コーチ → 退団
- 吉田克郎（元：大洋ホエールズ）[1] - 退団

## かつて在籍した主な選手
- 岩本義行 - 元東映、近鉄監督。野球殿堂表彰者。
- 大谷龍太 - 2010年に高知ファイティングドッグスに入団。大谷翔平の実兄。